# De ideale man
De ideale man is het vierde album van de Vlaamse zanger Bart Peeters en kwam uit in 2010. 
Het album kwam uit in twee versies. De gewone versie telt 14 nummers. De luxe-editie van het album heeft een bonus cd met 7 live songs en er zit een extra dik boekje bij van 36 pagina's 

## Tracklist
Cd 1
Dit is de enige cd van de gewone versie van het album.
1. De ideale man – 02:35
2. Zelden of nooit – 03:04
3. In de plooi – 03:29
4. Een echte vrouw – 04:10
5. Matongé – 03:33
6. Rood in Parijs – 03:11
7. Het menselijke brein – 0352
8. Vervaldag – 03:09
9. Bovenste la – 03:50
10. De ondoordringbaarheid van Mortsel – 03:34
11. Een winnaar is veel mooier – 03:14
12. Terlenka – 04:10
13. Hoe de sterren staan – 03:49
14. Nachtwinkel – 03:40

Cd 2
Dit is de bonus-cd van de luxe-editie van het album
1. Hoeveel ik van je hou – 03:28 (Live in Motormusic)
2. Poolijs – 04:12 (Live op Sfinks met Murga Armada)
3. Allemaal door jou – 04:25 (Live in Motormusic, met het publiek)
4. Onzen Blackie – 04:26 (Live in Rivierenhof met Onze)
5. Slaapwals – 03:58 (Live op Sfinks met Saidja Gallo)
6. AAA – 03:21 (Live op Dranouter met Alles Erop En Eraan)
7. Een vriend zien huilen – 04:52 (Live in Rivierenhof)